# ماکسیم لویی فئودجو
ماکسیم لویی فئودجو (انگلیسی: Maxime Loïc Feudjou؛ زادهٔ ۱۴ آوریل ۱۹۹۲) یک بازیکن فوتبال اهل کامرون است.
وی همچنین در تیم ملی فوتبال کامرون بازی کرده‌است.